# Patagonische grenadier
De Patagonische grenadier (Macruronus magellanicus) is een straalvinnige vis uit de familie van heken (Merlucciidae) en behoort derhalve tot de orde van kabeljauwachtigen (Gadiformes). De vis kan maximaal 115 cm lang en 5000 gram zwaar worden. 

## Leefomgeving
Macruronus magellanicus is een zoutwatervis. De vis prefereert een subtropisch klimaat en heeft zich verspreid over de Grote en Atlantische Oceaan. De diepteverspreiding is 30 tot 500 m onder het wateroppervlak. 

## Relatie tot de mens
Macruronus magellanicus is voor de visserij van groot commercieel belang. In de hengelsport wordt er weinig op de vis gejaagd. 